# Айріш індепендент
«Айріш індепендент» (англ. Irish Independent — «Ірландська незалежна») найпопулярніша газета Ірландії.
Видається від 1905 року, пряма спадкоємиця «Дейлі айріш індепендент». Протягом XX століття неодноразово змінювала політичну орієнтацію: від пробританської під час війни за незалежність до націоналістичної в Ірландській вільній державі, підтримка Фіне Гел протягом 1920-х—1990-х років, нині займає позицію центристської Фіанни Файл. Належить корпорації Independent News and Media, яка практично монополізувала газетний ринок у країні (67 % щоденних газет і 58 % щотижневих).
24 березня 2022 року, на знак підтримки України під час вторгнення Росії головну редакційну статтю в газеті надруковано українською мовою.

## Примітка
1. 1 2  The ISSN portal — Paris: ISSN International Centre, 2005. — ISSN 0021-1222
2. ↑  Бо наша мова – солов'їна: найпопулярніша газета Ірландії надрукувала головну статтю українською. ТСН.ua (укр.). 25 березня 2022. Архів оригіналу за 25 березня 2022. Процитовано 25 березня 2022.